# 미국 우정청

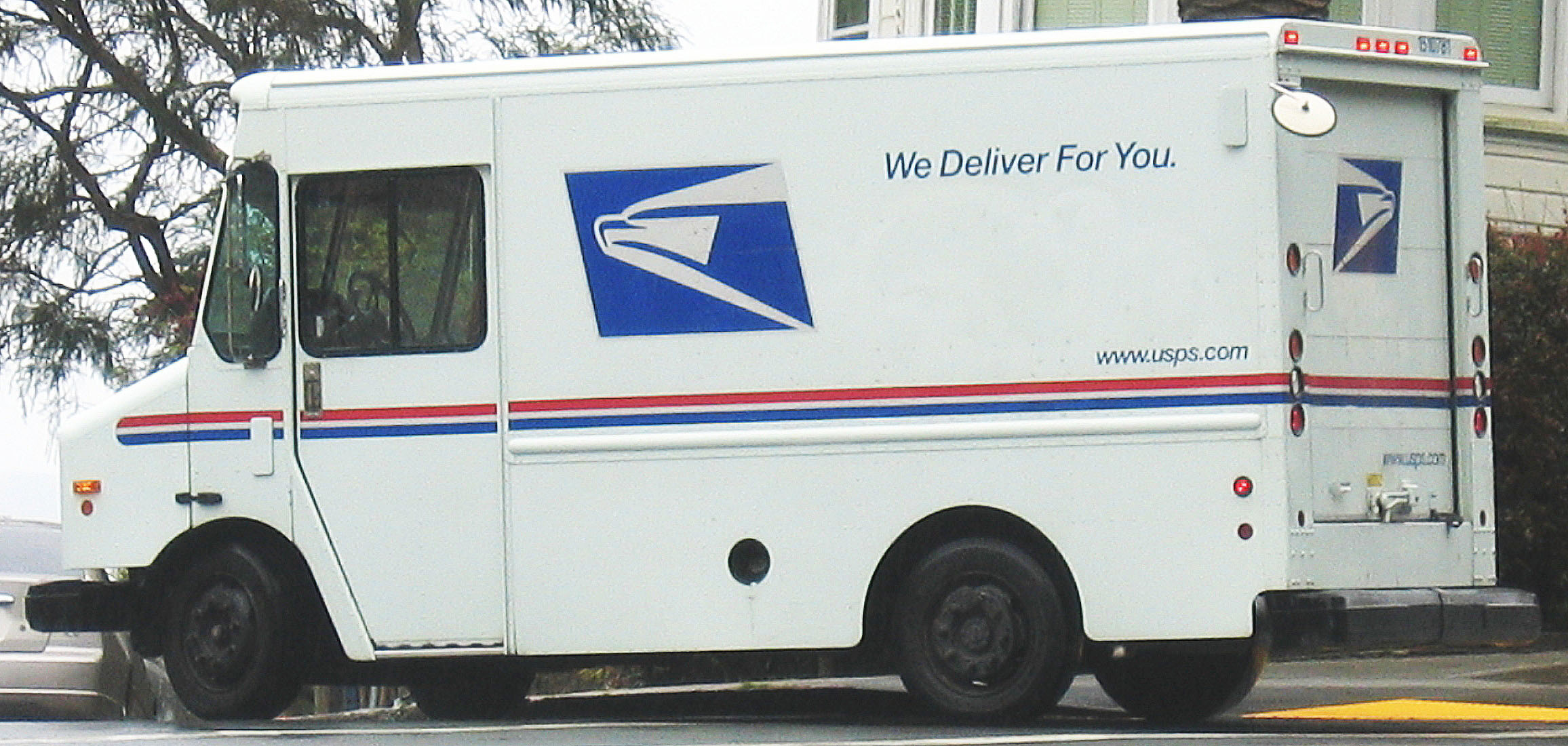
USPS 배달 트럭이 USPS 로고를 보여 주고 있다.

미국 우정청(美國郵政廳, 영어: United States Postal Service, USPS) 또는 US 포스털 서비스는 미국의 우편 서비스를 제공하는 미국 정부 독립 기구이다. 본부는 워싱턴에 있다.
미국이 설립되기 전에도 미국 영토에 우편 서비스가 존재하기는 하였으나, USPS가 처음 모습을 드러내기 시작한 것은 1775년 필라델피아에서 벤자민 프랭클린이 제2차 대륙회의의 판결에 의해 설립하면서부터이다. 1840년 동안 미국 비즈니스가 크게 팽창하였으나 미국의 우편 서비스는 침체되어 가고 있었다. 교통이 빠르게 개선되었음에도 우편 속도는 변함이 없었다. 1792년에 미국 우체부가 벤저민 프랭클린 하에 미국 내각의 일부로 만들어졌으며, 그 뒤 우편 재조직법에 따라 1983년에 현재의 모습을 갖추게 되었다.
596,000명의 직원과 218,000대의 차량을 갖추면서 미국에서 월마트에 이어 두 번째로 큰 고용사로, 또 세계에서 가장 큰 플릿(fleet) 차량 운영사가 되었다.
미국이 우측통행(좌핸들) 국가이지만, 화물을 쉽게 내리기 위해 미국 우정청의 배달차량들은 핸들이 오른쪽에 있다. 미국의 방위산업체인 노스롭그루먼 등지에서 해당 배달차량을 생산한다.

## 역사
USPS는 미국 혁명이 시작되던 1775년 필라델피아에서 열린 제2차 대륙회의에 의해 설립되었다. 벤자민 프랭클린(Benjamin Franklin)이 최초의 우체국장으로 임명되었다. 그는 또한 미국 식민지에서도 비슷한 직책을 맡았다. 우체국부는 1792년 우편법이 통과되면서 창설됐다. 지역 우체국장 임명은 백악관을 장악한 정당에 후원 업무를 전달하는 주요 자리였다. 신문 편집자는 종종 지명되었다. 1872년에 내각급 부서로 승격되었으며, 1970년 우편 개편법에 따라 미국 우편국으로 독립된 기관으로 전환되었다. 1980년대 초반부터 USPS에 대한 많은 직접 세금 보조금(장애인 및 해외 유권자와 관련된 비용에 대한 보조금 제외)이 축소되거나 제거되었다.
1970년 3월 18일, 뉴욕 시의 우체국 직원들은 낮은 임금과 열악한 노동 조건에 분노하고 시민권 운동에 용기를 얻어 파업을 조직했다. 파업에는 처음에는 뉴욕시의 우체국 직원만 참여했지만 결국 전국적으로 210,000명이 넘는 우체국 직원의 지지를 얻었다. 파업은 연방정부의 어떠한 양보도 없이 끝났으나 궁극적으로 우체국 노조와 정부가 노조에 원하는 것을 대부분 제공하는 계약을 협상하고 리차드 대통령이 우편 개편법에 서명하는 것을 허용했다. 이 법은 내각급 우체국을 새로운 연방 기관인 미국 우편국으로 대체하고 1971년 7월 1일 발효되었다.

## 같이 보기
- 군사우편